# 木蘭透明介
木蘭透明介（学名：Pellucistoma magnolioidea）为魚形介科透明介屬下的一个种。